# The Banker's Daughter
The Banker's Daughter är en förlorad animerad kortfilm från 1927 med Kalle Kanin i huvudrollen.

## Handling
Kalle Kanin får sparken som chaufför åt en rik direktör efter att ha charmat hans dotter. När direktörens bank senare utsätts för ett rån är det upp till Kalle att rädda banken.

## Om filmen
Filmen har gått förlorad och finns inte tillgänglig, däremot finns bildmanus och två teckningar av den sparade.